# Jean Vigreux
Pour les articles homonymes, voir Vigreux.
Jean Vigreux, né le 7 avril 1964, est un historien français, spécialiste du mouvement ouvrier. Ses travaux portent sur l'histoire du communisme rural, du Front populaire, des gauches européennes et de la Résistance.

## Biographie
Fils de l'historien Marcel Vigreux, Jean Vigreux effectue ses études d'histoire à l'université de Dijon et passe ensuite le CAPES en 1987 puis l'agrégation en 1990. L'université de Dijon ne délivrant pas de DEA d'histoire, il effectue le sien à Sciences Po Paris. Sa thèse sur Waldeck Rochet (sous la direction de Serge Berstein à Sciences Po Paris, soutenue en 1997) l’a conduit à travailler sur l'histoire du communisme rural et sur la politisation des campagnes. Il mène également des recherches sur l'histoire des gauches européennes et l'histoire de la Résistance.
De 2001 à 2008, il est maître de conférences à l'université de Bourgogne. En 2007, il passe son habilitation à diriger des recherches. De 2008 à 2012, il est professeur d'histoire contemporaine à l'université de Franche-Comté. En 2012, il devient professeur à l'université de Bourgogne. Il est directeur de la Maison des sciences de l'Homme de Dijon de 2017 à 2023. 
Il est président de l'Association pour la recherche sur l’Occupation et la Résistance en Morvan (ARORM) qui gère le musée de la Résistance en Morvan jusqu'en 2017. Par ailleurs, il fait partie du conseil scientifique de la Fondation Gabriel-Péri, coprésident le conseil scientifique du parc naturel régional du Morvan. Il préside également le conseil scientifique de la Fondation pour la mémoire de la déportation. 
Depuis décembre 2023, il préside la section 22 du Conseil national des universités.
Il est conseiller régional de Bourgogne du 31 mars 2008 au 14 mars 2010 (comme suivant sur la liste après la démission d'Alain Millot) et conseiller délégué, puis maire-adjoint de Chenôve de 2001 à 2020.

## Publications
- Waldeck Rochet, une biographie politique, Paris, La Dispute, 2000[5].
- (dir.), Résistances. Du CNR à la Libération, Pierre Meunier et les Journées de l’ARORM, Saint-Brisson, ARORM-IHC, 2004.
- La Vigne du maréchal Pétain, Dijon, EUD, 2005.
- Des Luttes et des hommes, Paris, Cultures et découvertes IHS, 2005.
- avec Serge Wolikow, Les Combats de la mémoire. La FNDIRP de 1945 à nos jours, Paris, Le cherche midi, 2006, 275 p.
- avec Serge Wolikow, Rouge et rose : deux siècles de socialismes européens, Dijon, EUD, 2007.
- avec Thomas Bouchet, Matthew Leggett, Geneviève Verdo,L'Insulte (en) politique, Europe et Amérique latine, du XIXe siècle à nos jours, Dijon, EUD, 2005.
- avec Xavier Vigna et Serge Wolikow, Le Pain, la paix, la liberté. Expériences et territoires du Front populaire, Éditions sociales, 2006.
- avec Xavier Vigna, Mai-Juin 1968. Huit semaines qui ébranlèrent la France, Dijon, EUD, 2010
- Le Front populaire, Paris, PUF, 2011 (réédité en 2022), coll. Que sais-je ?
- La Faucille après le marteau. Le Communisme aux champs dans l'entre-deux-guerres, Besançon, Presses universitaires de Franche-Comté, 2012[6].
- Le Clos du maréchal Pétain, Paris, PUF, 2012 [7].
- Croissance et contestations 1958-1981, Paris, Seuil, 2014 (tome 9 Histoire de France).
- avec Johann Chapoutot, Des soldats noirs face au Reich, Paris, PUF, 2015 [8].
- Histoire du Front populaire. L'échappée belle, Paris, Tallandier, 2016, rééd. Texto, 2022.
- François Mitterrand, la Nièvre et le Morvan, Dijon, EUD, 2017.
- Mai 68 en Bourgogne, Dijon, EUD, 2018
- Histoire de la France contemporaine. Tome 9, Croissance et contestations (1958-1981), Paris, Seuil, 2018 (réédition en poche Point Seuil)
- Histoire du Front populaire. L'échappée belle, Paris, Texto, 2018 (réédition en poche).
- (dir.), Le PCF, un parti global (1919-1989) - Approches transnationales et comparées, Dijon, EUD, 2019
- Le Parti rouge. Une histoire du PCF 1920-2020, avec Roger Martelli et Serge Wolikow, Armand Colin, 2020[9]}.
- Le Congrès de Tours. 25 décembre-30 décembre 1920, Éditions universitaires de Dijon (EUD), 2020
- (dir. avec Henri Garric), Pif le chien. Esthétique, politique et société, EUD, 2022  (ISBN 978-2-36441-458-7)
- avec Dimitri Manessis, Rino Della Negra, footballeur et partisan, Libertalia, 2022[10],[11],[12]
- avec Dimitri Manessis, Avec tous tes frères étrangers : De la MOE aux FTP-MOI, Libertalia, 2024, 264 p. (ISBN 978-2377293193)